# Fetty Wap
Fetty Wap, pseudonimo di Willie Maxwell II (Paterson, 7 giugno 1991), è un rapper e cantante statunitense.
È salito alla ribalta dopo il suo singolo di debutto " Trap Queen ", ha raggiunto il secondo posto nella classifica Hotboard degli Stati Uniti Billboard nel maggio 2015. Ciò ha aiutato Fetty Wap ad assicurarsi un contratto discografico con 300 Entertainment. Successivamente ha pubblicato due singoli Top 10 negli Stati Uniti, " 679 " e " My Way ". L'album di debutto intitolato Fetty Wap è stato rilasciato a settembre 2015 e ha raggiunto il primo posto nella classifica Billboard 200 degli Stati Uniti.

## Biografia
Willie Maxwell è nato il 7 giugno 1991 e cresciuto a Paterson, nel New Jersey. Maxwell, è nato con un glaucoma in entrambi gli occhi, ha rivelato in un'intervista del 2015 che i medici non sono stati in grado di salvargli l'occhio sinistro, ma gli hanno applicato una protesi oculare. Iniziò a interessarsi alla musica nel 2013. Inizialmente decise di cantare anche perché "voleva fare qualcosa di diverso". È stato soprannominato "Fetty" (gergo per soldi), "Wap" è stato aggiunto alla fine del nome per esibirsi usando l'alias Gucci Mane.

### 2014-2015: inizi e album di debutto
Il singolo di debutto di Fetty Wap, si intitola " Trap Queen ", è stato pubblicato all'inizio del 2014. Ha registrato la canzone a febbraio 2014. Tuttavia, non ha ottenuto grandi riconoscimenti fino a metà novembre 2014, e da allora è diventato disco di platino e ha oltre 130 milioni di riproduzioni su SoundCloud. La canzone "Trap Queen" parla di una donna che si occupa di cucina, della cocaina e del crack. Il suo mixtape di debutto, Fetty Wap: The Mixtape è stato originariamente distribuito a febbraio 2015 ma è stato ritardato perché ha continuato a creare nuove canzoni. Nel giugno del 2015, è stato incluso nella Wap XXL.
Il 29 giugno 2015, Wap ha rilasciato il suo secondo singolo " 679 ". Il video musicale di accompagnamento della canzone è stato presentato in anteprima su YouTube a maggio, prima di essere commercializzato. "679" aveva una versione originale solo con il cantante Monty e un versetto aggiunto di Wap. Il suo prossimo singolo, " My Way ", è diventato la sua seconda top 10 nella Billboard Hot 100 . Successivamente, Drake ha remixato "My Way" e ha creato la versione che è stata poi riprodotta in radio. Successivamente, "679" ha raggiunto la top 10 della Hot 100 con un picco alla posizione numero quattro.
Durante la settimana tra il 26 luglio 2015 e il 1 agosto 2015, il rapper ha eguagliato i marchi di Billboard degli artisti di spicco dell'hip-hop come Eminem e Lil Wayne. È diventato il primo rapper maschile con tre canzoni che occupano i primi 20 posti nella classifica Billboard Hot 100 da quando Eminem lo ha fatto nel 2013. È diventato anche il primo rapper maschile in quattro anni ad avere singoli concorrenti che hanno raggiunto la top 10 da quando Lil Wayne lo ha fatto nel 2011. Con il suo quarto singolo "Again", Wap è diventato il primo rapper nella storia dei 26 anni della classifica di Hot Rap Songs a tracciare le sue prime quattro canzoni nella top 10 contemporaneamente.

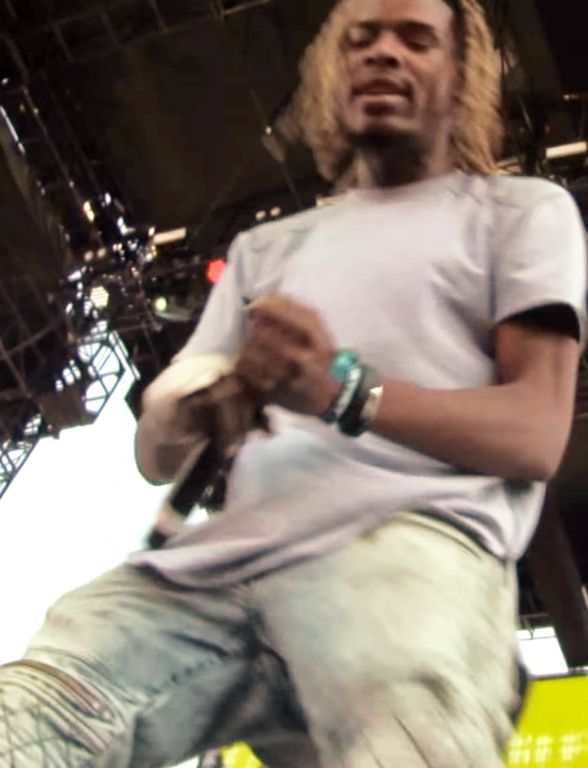
Fetty Wap al Hard Summer Music Festival nel 2015

L'album di debutto di Wap, Fetty Wap, è stato rilasciato il 25 settembre 2015. L'album ha debuttato al numero uno della Billboard 200 degli Stati Uniti, con 129.000 unità di album equivalenti a (75.484 in vendite di album). In seguito Wap ha rilasciato due mixtape per lo streaming: "Coca-Cola Zoo" in collaborazione con French Montana e "ZOO 16: The Mixtape" con Zoo Gang. Wap ha ricevuto due nomination al 58º Grammy Awards.

### 2016-presente:Zooviere altre versioni
Il 5 febbraio 2016, Fetty Wap ha rilasciato un nuovo singolo intitolato " Jimmy Choo ". Il 26 aprile 2016, è stato annunciato che Fetty Wap avrebbe avuto il suo gioco di corse su strada disponibile su telefono, tablet e Apple TV a partire dal 3 maggio. È un gioco di corse su strada multi-player, con la personalizzazione dell'auto e diverse trame da scegliere. Ha collaborato con marchi automobilistici come BMW, Nissan e Cadillac. La versione di Fetty Wap includerà Fetty Wap e il cantante Monty nella trama.
Wap è apparso nel singolo delle Fifth Harmony del 2016 " All in My Head (Flex) ". Ha pubblicato il singolo " Wake Up " nell'aprile 2016. Il video musicale ufficiale è stato girato presso la sua vecchia scuola, la Eastside High School. Il suo singolo "Make You Feel Good" è stato rilasciato nell'agosto del 2016.
Il 21 novembre 2016 ha pubblicato un mixtape di 19 tracce intitolato "Zoovier".
La sua canzone "Like a Star" con Nicki Minaj ed è stata rilasciata nel dicembre 2016.
Il 4 gennaio 2017, ha pubblicato la canzone "Way You Are" con Monty, e la canzone "Flip Phone" il 10 febbraio 2017. Ha camminato nella sfilata di Philipp Plein durante la settimana della moda di New York a febbraio 2017.
Wap ha rilasciato il singolo "Aye" il 12 maggio 2017. Ha pubblicato il mixtape "Lucky No. 7" il 7 giugno 2017. Il 18 agosto 2017 è stato rilasciato il singolo "There She Go" con Monty. Nell'ottobre 2017, Wap ha partecipato al singolo "Feels Great" degli Cheat Codescon CVBZ.
Il 19 gennaio 2018, Wap ha pubblicato l'EP "For My Fans III: The Final Chapter" . Ha pubblicato il mixtape "Bruce Wayne" nel giugno 2018.

## Abilità artistica

### Stile musicale
Fetty Wap ha fatto riferimento alla sua musica come "ignorante R&B ". Combinato con il canto e il rap .

### Influenze
Fetty Wap di solito indossa la bandiera di Haiti in onore della nonna e di sua figlia morta, trae influenze dalla cultura haitiana. In un'intervista con CivilTV, ha detto che "si è innamorato della cultura, la gente non sa cosa significhi Haiti per me". Ha spiegato che non è davvero cresciuto con amore. Tuttavia, aveva sentito l'amore reciproco per il popolo haitiano, e sottolinea che non porta la bandiera per gli sguardi, ma per l'apprezzamento. In diverse occasioni, Fetty Wap ha anche citato il rapper di Atlanta Gucci Mane come una sua grande influenza nella musica.

## Vita privata
Fetty Wap è il padre di sette figli. Includono Aydin Zoovier (nata nel 2011) con la fidanzata d'infanzia Ariel Reese, Eliza "ZaZa" Zaviera (nata nel 2015) con Lehzae Zeona, Amani (nata nel 2016) con Elaynna Parker, Khari (nata nel 2016) con Masika Kalysha, Lauren (nata nel 2017 e morta il 24 giugno 2021 in seguito a delle complicazioni di un'aritmia) con la ballerina Turquoise Miami, e Alaiya (nata nel 2018) con l'ex-fidanzata Alexis Skyy. Lezhae Zeona ha dato alla luce il suo secondo figlio con Fetty nel 2018, un bambino di nome Zy.
Wap è apparso nella terza stagione di Love & Hip Hop su VH1, che ha documentato la sua relazione tesa con Masika. È apparso nella nona stagione di Love & Hip Hop: New York che documenta la sua relazione tesa con Alexis Skyy.

## Questione legale
All'1:20 del mattino del 2 novembre 2017, Wap è stato arrestato dopo essere stato fermato su un'autostrada a Brooklyn. Successivamente è stato accusato di guida spericolata, guida in stato di ebbrezza, nessuna licenza del veicolo e corsa clandestina.

## Discografia
Album in studio
- 2015 - Fetty Wap
- 2021 - The Butterfly Effect

Compilation
- 2016 - RGF Island, Vol. 1 (con RGF)

Mixtapes
- 2014 - Up Next (con DJ Louie Styles)
- 2015 - Zoo Style (con DJ Louie Styles)
- 2015 - Coke Zoo (con French Montana)
- 2016 - Zoo '16
- 2016 - Money, Hoes & Flows (con PnB Rock)
- 2016 - Zoovier
- 2017 - For My Fans 2
- 2018 - For My Fans 3: The Final Chapter
- 2018 -  Bruce Wayne
- 2020 - Trap & B
- 2020 - Big Zoovie
- 2020 - You Know The Vibes
- 2023 - King Zoo

EP
- 2015 - For My Fans
- 2017 - Lucky No. 7

Singoli
- 2014 - Trap Queen
- 2015 - 679 (feat. Remy Boyz)
- 2015 - My Way (feat. Monty)
- 2015 - Again
- 2015 - Freaky (con French Montana)
- 2015 - First Time (con French Montana)
- 2016 - Jimmy Choo
- 2016 - Wake Up
- 2016 - My Environment
- 2016 - Queen of the Zoo
- 2016 - Like a Star (con Nicki Minaj)

## Premi e nomination
| Anno | Premi                    | Lavoro nominale | Categoria                            | Risultato |
| ---- | ------------------------ | --------------- | ------------------------------------ | --------- |
| 2015 | MC100 Award              | " Trap Queen "  | Video più giocato dell'anno          | Vinto     |
| 2015 | Premi BET                | -               | Miglior nuovo artista                | Nominato  |
| 2015 | MTV Video Music Awards   | "Trap Queen"    | Artista da guardare                  | Vinto     |
| 2015 | MTV Video Music Awards   | "Trap Queen"    | Miglior video Hip-Hop                | Nominato  |
| 2015 | MTV Video Music Awards   | " My Way "      | Canzone dell'estate                  | Nominato  |
| 2015 | BET Hip Hop Awards       | -               | Who Blew Up Award                    | Vinto     |
| 2015 | BET Hip Hop Awards       | "Trap Queen"    | Miglior video Hip Hop                | Nominato  |
| 2015 | BET Hip Hop Awards       | "Trap Queen"    | Miglior Club Banger                  | Nominato  |
| 2015 | BET Hip Hop Awards       | "Trap Queen"    | Premio per i campioni del pubblico   | Nominato  |
| 2015 | BET Hip Hop Awards       | "My Way"        | Miglior Collabo, Duo o Gruppo        | Nominato  |
| 2015 | American Music Award     | -               | Nuovo artista dell'anno              | Nominato  |
| 2015 | American Music Award     | -               | Artista rap / hip-hop preferito      | Nominato  |
| 2016 | People's Choice Awards   | -               | Artista di Breakout preferito        | Nominato  |
| 2016 | Grammy Awards            | "Trap Queen"    | Miglior canzone Rap                  | Nominato  |
| 2016 | Grammy Awards            | "Trap Queen"    | Migliori prestazioni rap             | Nominato  |
| 2016 | iHeartRadio Music Awards | -               | Miglior nuovo artista                | Vinto     |
| 2016 | iHeartRadio Music Awards | -               | Artista hip hop dell'anno            | Nominato  |
| 2016 | iHeartRadio Music Awards | "Trap Queen"    | Canzone Hip Hop dell'anno            | Nominato  |
| 2016 | Billboard Music Awards   | -               | Top New Artist                       | Vinto     |
| 2016 | Billboard Music Awards   | -               | Top artista maschile                 | Nominato  |
| 2016 | Billboard Music Awards   | -               | Top Hot 100 Artist                   | Nominato  |
| 2016 | Billboard Music Awards   | -               | Migliore artista di vendite di brani | Nominato  |
| 2016 | Billboard Music Awards   | -               | Top Streaming Songs Artist           | Nominato  |
| 2016 | Billboard Music Awards   | -               | Top Rap Artist                       | Nominato  |
| 2016 | Billboard Music Awards   | "Trap Queen"    | Top Hot 100 Song                     | Nominato  |
| 2016 | Billboard Music Awards   | "Trap Queen"    | Top Streaming Song (Audio)           | Nominato  |
| 2016 | Billboard Music Awards   | "Trap Queen"    | Top Streaming Song (video)           | Nominato  |
| 2016 | Billboard Music Awards   | "Trap Queen"    | Top Rap Song                         | Nominato  |
| 2016 | Billboard Music Awards   | " 679 "         | Top Rap Song                         | Nominato  |
| 2016 | American Music Award     | -               | Artista rap / hip-hop preferito      | Nominato  |
| 2016 | American Music Award     | "679"           | Canzone Rap / Hip-Hop preferita      | Nominato  |
| 2016 | American Music Award     | "Fetty Wap"     | Album rap / hip-hop preferito        | Nominato  |